# Luis Altieri
Luis Altieri (Buenos Aires, 9 de julho de 1962) é um artista plástico e iogue argentino.
Estudou na AEBA  (Asociación Estímulo de Bellas Artes, associação estímulo as belas Artes), e mais tarde participou nos ateliês de Carlos Terribili, Carlos Tessarolo o Víctor Chab 
Exibiu a sua obra em vários sítios: Museo de Artes Plásticas Eduardo Sívori, Buenos Aires, Argentina, 1996; Florida Museum of Hispanic and Latin American Art , Miami, Estados Unidos, 1997; Galería Borkas, Lima, Peru, 1998; Casal de Cultura, Castelldefels, Espanha, 2002; Galería Grillo Arte, Punta del Este, Uruguai, 2007, 2008, 2009, 2010, 2012; Kunst10Daagse, Bergen (Holanda do Norte), Países Baixos, 2002;  etc.